# Mačkovo Selo
Mačkovo Selo is een plaats in de gemeente Petrinja in de Kroatische provincie Sisak-Moslavina. De plaats telt 23 inwoners (2001).